# Bahshamisme
L'école Bahshamite, ou la Bahshamiyya, est une école théologique musulmane d'obédience mu'tazilite, basée sur les enseignements d'Abū Hāshīm al-Jubbā'ī, et développée par ses élèves,.

## Histoire

### Représentants
Le Bashamisme a eu une grande pérennité . Nous pouvons établir une liste des principaux représentants de celui-ci :
- Abū Hāshīm al-Jubbā'ī
- Abū ʿAlī Muḥammad b. Khallād
- Abū ʿAbd Allāh al-Ḥusayn b. ʿAlī al-Baṣrī
- Abū Isḥāq Ibrāhīm b. ʿAyyāsh al-Baṣrī
- al-Bayhaqī al-Barawqanī
- Muḥammad b. Aḥmad al-Farrazādhī
- Abd al-Jabbar
- Abū Rashīd al-Nīsābūrī
- Ibn Mattawayh
- Abū Jaʿfar Muḥammad b. ʿAlī [b.] Mazdak
- Abū Saʿd al-Muḥassin b. Muḥammad b. Karrāma al-Bayhaqī al-Barawqanī